# Saint-Jean-aux-Bois (Ardenas)
 Saint-Jean-aux-Bois  es una población y comuna francesa, en la región de Champaña-Ardenas, departamento de Ardenas, en el distrito de Rethel y cantón de Chaumont-Porcien.
Está integrada en la Communauté de communes des Crêtes Préardennaises.

## Demografía
| 225 | 246 | 201 | 161 | 139 | 138 |
| Para los censos de 1962 a 1999 la población legal corresponde a la población sin duplicidades (Fuente: INSEE [Consultar]) |     |     |     |     |     |

## Lugares de interés
- Antiguo mercado, del siglo XVII